# Apóstolos Paréllis
Apóstolos Paréllis (en grec Απόστολος Παρέλλης, né le 24 juillet 1985 à Limassol) est un athlète chypriote, spécialiste du lancer de disque.

## Biographie
En 2007, il remporte la médaille de bronze lors des Championnats d'Europe espoirs 2007.
En 2012, Apóstolos Paréllis améliore à deux reprises le record national en dépassant d'abord 62 m puis 63 m avant de le porter à 65,36 m, mesure obtenue le 3 juin 2012 à La Canée. Lors des Jeux olympiques de 2012, il se classe 13e lors des qualifications, en demeurant à 7 cm de la finale, avec un lancer de 63,48 m, meilleur placement d'un athlète chypriote aux Jeux. Il se classe 2e lors des Jeux du Commonwealth de 2014.
Il termine 6e des mondiaux de 2015 (64,55 m) et 10e des mondiaux de 2017 (63,17 m).
Il prend la huitième place de la finale des Jeux olympiques de 2016. Le discobole chypriote parvient à décrocher la médaille d'or, en juin 2018, lors de sa troisième participation aux Jeux méditerranéens.
Il se classe 5e des championnats du monde 2019 à Doha et porte son record de Chypre à 66,32 m.

## Palmarès
| Date | Compétition                       | Lieu           | Résultat | Marque  |
| ---- | --------------------------------- | -------------- | -------- | ------- |
| 2007 | Championnats d'Europe espoirs     | Debrecen       | 3e       | 58,16 m |
| 2009 | Jeux des petits États d'Europe    | Nicosie        | 1er      | 60,55 m |
| 2009 | Jeux méditerranéens               | Mersin         | 7e       | 60,12 m |
| 2009 | Universiade                       | Shenzhen       | 6e       | 61,07 m |
| 2010 | Jeux du Commonwealth              | New Delhi      | 4e       | 60,51 m |
| 2011 | Jeux des petits États d'Europe    | Schaan         | 1er      | 59,73 m |
| 2011 | Universiade                       | Shenzhen       | 6e       | 61,44 m |
| 2013 | Jeux des petits États d'Europe    | Luxembourg     | 2e       | 59,11 m |
| 2013 | Jeux méditerranéens               | Mersin         | 7e       | 59,40 m |
| 2014 | Jeux du Commonwealth              | Glasgow        | 2e       | 63,32 m |
| 2015 | Championnats d'Europe par équipes | Stara Zagora   | 3e       | 60,27 m |
| 2015 | Championnats du monde             | Pékin          | 6e       | 64,55 m |
| 2016 | Jeux olympiques                   | Rio de Janeiro | 8e       | 63,72 m |
| 2017 | Championnats d'Europe par équipes | Tel Aviv       | 3e       | 63,49 m |
| 2017 | Championnats du monde             | Londres        | 10e      | 63,17 m |
| 2018 | Jeux du Commonwealth              | Gold Coast     | 3e       | 63,61 m |
| 2018 | Jeux méditerranéens               | Tarragone      | 1er      | 62,98 m |
| 2018 | Championnats des Balkans          | Stara Zagora   | 2e       | 62,87 m |
| 2018 | Championnats d'Europe             | Berlin         | 8e       | 63,62 m |
| 2019 | Championnats d'Europe par équipes | Varazdin       | 3e       | 62,48 m |
| 2019 | Championnats du monde             | Doha           | 5e       | 66,32 m |
| 2022 | Championnats d'Europe             | Munich         | 8e       | 63,32 m |

## Records
| Épreuve          | Marque       | Lieu | Date              |
| ---------------- | ------------ | ---- | ----------------- |
| Lancer du disque | 66,32 m (NR) | Doha | 30 septembre 2019 |